# 三朝温泉郵便局
三朝温泉郵便局（みささおんせんゆうびんきょく）は、鳥取県東伯郡三朝町にある郵便局。民営化前の分類では無集配特定郵便局であった。

## 概要
住所：〒682-0123 鳥取県東伯郡三朝町三朝968-1
1991年（平成3年）までは、三朝町東部の旧三朝村東部・旧三徳村・旧小鹿村の区域を所管する集配特定郵便局であった。郵便物集配体制の再編により同年3月に集配業務を三朝郵便局に移管して無集配局となった。

## 沿革
- 1896年（明治29年）10月21日 - 三朝郵便局として開設。
- 1991年（平成3年）3月25日 - 旭郵便局が三朝郵便局に移転改称したことに伴い、当局を三朝温泉郵便局に改称。同日、集配業務を三朝郵便局に移管し、無集配局となる。郵便番号を682-02から682-01に変更。
- 2007年（平成19年）10月1日 - 民営化。
- 2012年（平成24年）10月1日 - 日本郵便株式会社発足。

## 取扱内容
- 郵便、印紙、ゆうパック、内容証明
- 貯金、為替、振替、振込、国債
- 生命保険、バイク自賠責保険
- ゆうちょ銀行ATM

## 周辺
- 三朝温泉

## アクセス
- 日ノ丸バス 温泉南口停留所下車
- 鳥取県道273号三朝温泉木地山線沿い
- 駐車場あり：2台